# Pomes i peres
Pomes i peres (Pommes et poires) és un quadre de Pierre-Auguste Renoir dipositat al Museu de l'Orangerie de París.

## Descripció
En aquesta natura morta sobre fons abstracte de 32 × 41 cm, que L'atelier de Renoir data el 1895, el vigor dels modelats i la precisió dels contorns recorden el període "agre" o lineal de l'artista. La vorada blava del plat i els accents de roig viu de la fruita es combinen amb els reflexos blaus i rosats de les tovalles amb plecs sàviament trencats. És una de les obres de Renoir que mostra una major influència de Paul Cézanne, tant per la seua temàtica i la seua composició força complexa: les estovalles semblen representar una marea atacant el bol de fruita, el qual pareix estar equilibrat amb delicadesa a la vora de la taula. Les estovalles blanques i el bol destaquen enmig del fons verd i marró, el qual es fa ressò dels tons càlids de les fruites. Les pomes i les peres són col·locades les unes sobre les altres en el recipient, però es podrien confondre fàcilment a causa del seu color groc similar. Sembla com si Renoir volgués representar una composició plena de moviment en lloc d'objectes estàtics.
Ací podem veure clarament la capacitat de Renoir per a treure tots els avantatges d'una natura morta, ja que un gran treball d'investigació s'amaga darrere d'aquesta aparent simplicitat. Renoir fou capaç de treballar múltiples variacions emprant diferents objectes i fruites (de fet, hi ha tres natures mortes més de Renoir que s'assemblen a aquesta).